# Loafer’s Hollow
Loafer’s Hollow ist ein Jazzalbum von Mostly Other People Do the Killing. Die am 26. März 2016 im Oktaven Studio in New York City entstandenen Aufnahmen erschienen am 24. Februar 2017 auf Hot Cup Records. Es war nach Red Hot (2012) das zweite Studioalbum der Band in Septettbesetzung.

## Hintergrund
Wie bei Red Hot erweiterte sich die Gruppe zu einem Septett, in dem Dave Taylor (Bassposaune), Brandon Seabrook (Banjo) und Ron Stabinsky (Piano) zur Kerngruppe von Jon Irabagon (Tenor- und Sopraninosaxophon), Moppa Elliott (Bass, Kompositionen) und Kevin Shea (Schlagzeug) hinzugefügt werden. Steven Bernstein ersetzte den ursprünglichen Trompeter Peter Evans.
Mostly Other People Do the Killing hat seine Bandkarriere darauf aufgebaut, die Musik vergangener Epochen auf eine erfinderische Weise neu zu interpretieren und gleichzeitig die Originale zu ehren, schrieb Aaron Novik. Das Cover von Loafer’s Hollow ähnle stark dem des Albums von Red Hot, dem Album von Mostly Other People Do the Killing aus dem Jahr 2013, notierte Mike Shanley. Bassposaunist Dave Taylor sitzt vor den anderen sechs stehenden Mitgliedern der Band, die alle amüsiert, schockiert oder verwirrt dreinblicken. Fast alle Stücke sind literarischen Autoren gewidmet, und jedes Stück wurde von Moppa Elliott nach Städtenamen seiner Heimat Pennsylvania betitelt.

## Titelliste
- Mostly Other People Do the Killing: Loafer's Hollow (Hot Cup Records HC 161)[3]

1. Hi-Nella 4:30
2. Honey Hole 3:46
3. Bloomsburg (For James Joyce) 4:44
4. Kilgore (For Kurt Vonnegut) 7:52
5. Mason and Dixon (For Thomas Pynchon) 4:54
6. Meridian (For Cormac McCarthy) 4:14
7. Glen Riddle (For David Foster Wallace) 4:56
8. Five (Corners, Points, Forks) 5:13

Die Kompositionen stammen von Moppa Elliott.

## Rezeption
Mike Shanley schrieb in JazzTimes, die Pose auf dem Frontcover des Albums sei keine Selbstparodie, sondern ein weiteres Riff der Band zu einem Jazzporträt – Jelly Roll Mortons Red Hot Peppers, obwohl Morton [stets] aussah, als würde er Weisheit austeilen, während Taylor [hier] so aussieht, als würde er nur zu Ende lesen wollen. Das Foto spiegle eine Fortsetzung des Konzepts des vorherigen Albums wider und greife den frühen Jazz auf, in diesem Fall die Musik der 1930er- und 40er-Jahre.

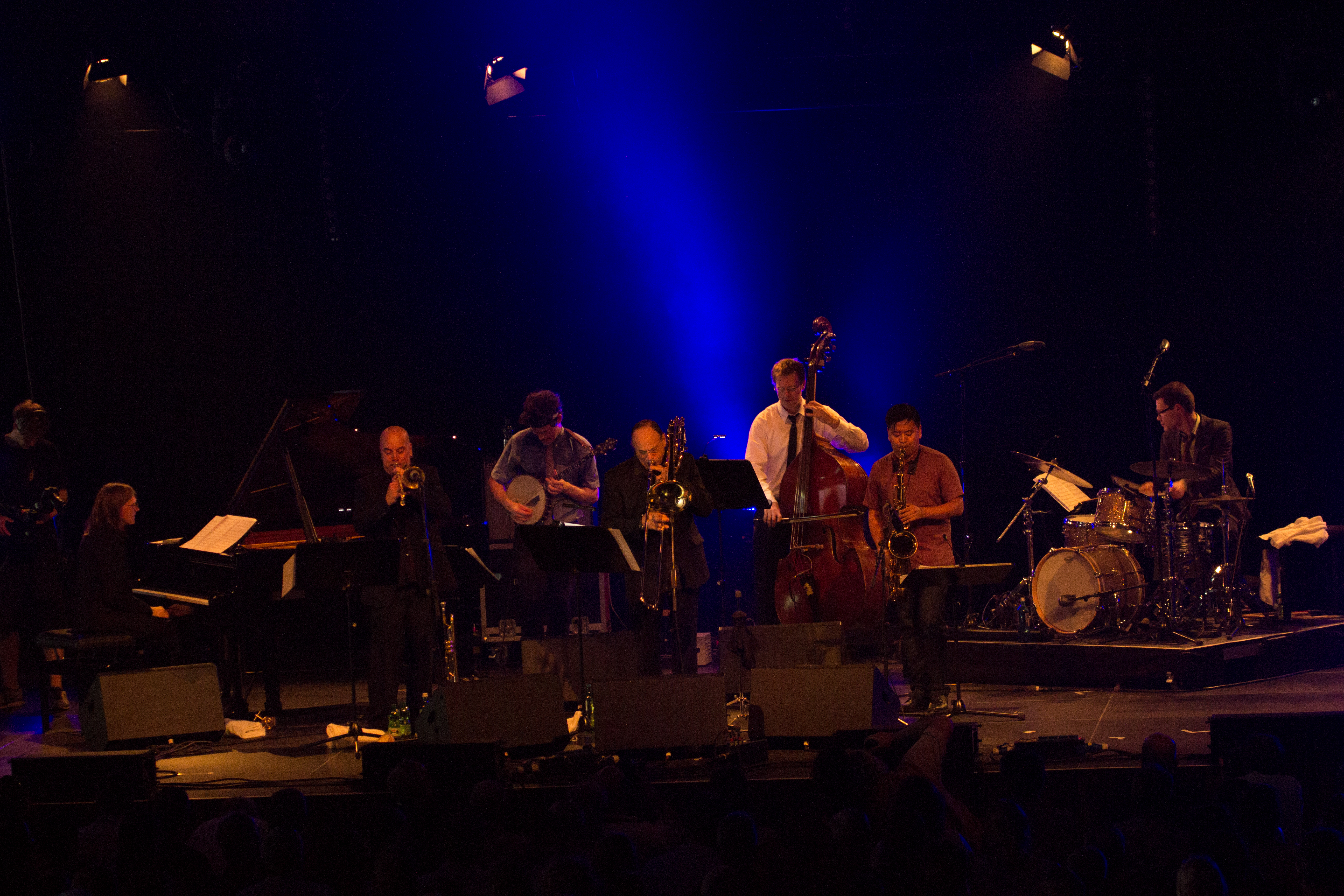
Mostly Other People Do the Killing auf dem Moers festival 2014

Nach Ansicht von Aaron Novik (Bird Is the Worm) sei die Band hier in einem Gebiet gelandet, das von Dixieland-Bands abgesteckt wurde, und schreite zur Geburt der Jazztradition voran. Da die Hälfte des Ensembles aus Blasinstrumenten bestehe, sei die Art und Weise, wie sie eine skurrile Lyrik verwenden, um einige aufregende Momente ineinandergreifender Melodik zu erreichen, ziemlich cool, selbst wenn sie isoliert betrachtet werden. Aber das Herz dieser Musik schlage am stärksten durch ihre Rhythmusgruppe, und von hier stamme der unsubtile Befehl, die Füße zu bewegen. Jede Melodie auf Loafer’s Hollow schreite von Grund auf voran, fröhlich und lebendig, und diese Überschwänglichkeit sei höllisch ansteckend.
Nach Ansicht von Karl Ackermann, der das Album in All About Jazz rezensierte, ist das Ungewöhnliche an Loafer's Hollow, dass die ursprünglichen Elliott-Kompositionen fest in der Swing-Ära der 1930er-1940er Jahre verwurzelt seien, ein stärker abgegrenzter Parameter als die Verschmelzungen von Bop/freier Improvisation/Kammerjazz, mit denen MOPDtK bislang bearbeitet hatten. Das soll nicht heißen, dass diese Stücke in irgendeiner Weise seriös oder formelhaft sind, so Ackermann; jedes behalte diesen undefinierbaren MOPDtK-Stempel der Idiosynkrasie. Loafer's Hollow verleihe der historischen Musik eine neue Note, nicht nur durch die Einbettung freier Improvisationen, sondern auch durch die Entwicklung unterschiedlicher Charakteristika innerhalb der Stück-zu-Stück-Variationen. Zudem füge das größere Ensemble dem Gruppenklang Fülle hinzu; Seabrooks Banjo bringe gelegentlich auch einen Hauch von Americana. Dies mag das zugänglichste Album von MOPDtK sein, aber das sollte diejenigen nicht abschrecken, die diese Band auf der skurrileren Seite mögen; davon bleibe genug übrig.
John Paul schrieb in Pop Matters, bei Loafer’s Hollow greife Elliott erneut auf bekanntes Quellenmaterial als Grundlage für seinen eigenwilligen kompositorischen Ansatz zurück. Anstelle von Jazz – oder überhaupt Musik im Allgemeinen – wende er sich einigen seiner Lieblingspassagen in der Literatur zu und verwandle sie in eine Form des postmodernen traditionellen Jazz der bizarren Spielart. Dies seit bereits in der Theorie eine faszinierende Idee, die durch ihre phantasievolle praktische Anwendung noch mehr beeindruckte. Oberflächlich betrachtet sei das Album eine ansonsten geradlinige Lesart von Traditional Jazz mit dezidiert avantgardistischen Neigungen. Und obwohl es sicherlich viele Elemente eines traditionellen Jazz-Sounds gebe – vieles davon komme in Form von Brandon Seabrooks Banjo durch –, war und ist MOPDTK immer eine Avantgarde-Jazz-Gruppe, so der Autor.